# Juan Ignacio Luca de Tena
Juan Ignacio Luca de Tena y García de Torres, né le 23 octobre 1897 à Madrid et mort le 11 janvier 1975 dans cette même ville, est un journaliste, dramaturge et homme politique espagnol, 2e marquis de Luca de Tena.
Il est le fils du journaliste Torcuato Luca de Tena y Álvarez Ossorio.